# Mercury Rising
Mercury Rising es una película estadounidense de acción de 1998 protagonizada por Bruce Willis y Alec Baldwin. Dirigida por Harold Becker, la película está basada en la novela de Ryne Douglas Pearson originalmente publicada en 1996 bajo el título Simple Simon. Willis interpreta a Art Jeffries, un agente encubierto del FBI que protege a un niño de nueve años de edad con autismo, quien es el blanco de asesinos del gobierno debido a que descifró un código secreto.

## Trama
La película comienza con una situación de secuestro en Dakota del Sur donde un agente del FBI, Art Jeffries (Bruce Willis), quien está encubierto protegiendo a un joven de 26 años de edad llamado James, intenta conversar con un ladrón de banco llamado Edgar Halstrom (Richard Riehle), para que se rinda. Sin embargo, el operativo de fuerza del FBI mata a los ladrones y al joven James. Jeffries enfrenta a sus superiores, quienes le dicen que se reporte a Washington.
Un código criptográfico llamado "Mercury" fue creado por la Agencia de Seguridad Nacional y, supuestamente, era tan complejo que sus creadores creyeron que ninguna máquina del mundo podría descifrarlo. Originalmente  el código fue creado durante la Administración Reagan como una prueba para mantener seguros secretos de la más alta prioridad. 
Un día, la agencia recibe un mensaje de un niño de nueve años de edad, un autista llamado Simon Lynch (Miko Hughes), quien llama a un número de teléfono escrito en el código que fue publicado de forma secreta en el crucigrama de una revista por dos de los creadores, Dean Crandell (Robert Stanton) y Leo Pedranski (Bodhi Elfman), para ver si es que alguien podría descifrarlo. El teniente coronel Nicholas Kudrow (Alec Baldwin), quien está a cargo del programa, ve la habilidad del niño para descifrar el código como una flaqueza y en vez de arreglar el problema establece un plan para silenciar a Simon, enviando a un sicario y a su compañero a asesinar al niño y a sus padres.
Tras asesinar a los padres, el asesino, Peter Burrell (Lindsey Lee Ginter), revisa la casa pero no logra encontrar a Simon, y escapa al escuchar las sirenas. Jeffries, quien ha sido degradado tras ser diagnosticado con alucinaciones paranoicas, es enviado a investigar lo que inicialmente se piensa es un homicidio-suicidio de los padres de Simon. Mientras investiga la escena, Jeffries encuentra a Simon escondido en el closet de su habitación y toma al niño bajo su protección. 
Simón es llevado a una sala de protección en el hospital, donde Burrell se hace pasar por un médico y hace otro intento por asesinar a Simón. Simón se salva con la oportuna llegada de Jeffries, quien , al conocer a Burrell y deducir su verdadera naturaleza, huye del local con el chico. Más tarde, mientras viajan en tren, otro asesino enviado por Kudro hace otro intento por asesinar al niño, pero después de una lucha despiadada en la parte trasera del vagón, consigue arrojar al asesino a las vías,, donde muere. 
Después de pasar por la casa de un amigo del FBI (Chi McBride), toma prestado su coche y se marcha con el menor, buscando dejar pasar el tiempo para que la situación se calme. Al día siguiente fuerza la entrada del domicilio de los padres del chico y entran a la misma. El niño vuelve a mirar la revista y repite la llamada al centro de la NSA, donde le dan a Jeffries una referencia para contactar. Jeffries fuerza un amago de tropiezo para que una joven desconocida, Stacey Siebring, cuide al niño en un bar, mientras él se entrevista con uno de los informáticos (Crandell), al que asesinan antes de que pueda darle demasiada información. Art sigue investigando con las imágenes de vigilancia de una cámara cercana y consigue encontrar el nombre del asesino (Burrell). El otro informático (Pedranski) es asesinado mientras intenta enviar un mensaje mecanografiado para explicar la situación. Cuando su novia y compañera de piso (también de la NSA) lo encuentra tirado en el suelo, recupera el papel autocopiable y rescata el mensaje que intentaba enviar, contactando a Jeffries con el contenido, que incluye la identidad del responsable de los asesinatos (Kudrow) y la motivación (mantener el Mercury y sus fallos por debajo de la línea de visión de sus superiores). 
Jeffries se entrevista con Kudrow para conseguir que levante la orden de ejecución sobre el niño, amenazándole con presentar el documento de Pedranski ante el Congreso. Kudrow fuerza la situación (ejerciendo varias influencias) para conseguir llevarse al niño en helicóptero y matarlo discretamente en otro lugar. Jeffries consigue que sus superiores le crean y rescata al niño "in extremis" de las manos de Kudrow justo antes de que caiga del edificio después de dispararle. El asesino Burrell también resulta muerto por el equipo de intervención de situaciones críticas durante el tiroteo. 
La última parte de la película nos hace saber que el niño ha sido adoptado por una pareja, y Art lo va a ver al colegio de educación especial en el que se encuentra, abrazándolo cariñosamente y recibiendo la misma respuesta por parte del niño.

## Reparto
- Bruce Willis, como Art Jeffries, agente del FBI
- Alec Baldwin, como Nicholas Kudrow, teniente coronel
- Miko Hughes, como el niño Simon Lynch
- John Carroll Lynch, como Martin Lynch, el padre de Simon
- Kelley Hazen, como Jenny Lynch, la madre de Simon
- Camryn Manheim, como la Dra. London, terapeuta de Simon
- Chi McBride, como Tommy Jordan, agente del FBI
- Kim Dickens, como Stacey Siebring, la desconocida que cuida a Simon en el bar
- Lindsey Ginter, como el sicario Peter Burrell
- Peter Stormare, como Shayes, el sicario en el tren
- Kevin Conway, como Lomax, jefe del FBI
- John Doman, como el supervisor Hartley
- Richard Riehle, como Edgar Halstrom, el ladrón del banco
- Bodhi Elfman, como el informático Leo Pedranski
- Carrie Preston, como la informática Emily Lang
- Robert Stanton, como el informático Dean Crandell
- Tom Gallop, como médico
- Margaret Travolta, como la enfermera experta en autismo
- KoKo Taylor, como sí mismo
- Chad Lindberg, como James
- Hank Harris, como Isaac
- James MacDonald, como Francis, líder de SWAT
- Jack Conley, como el detective Nichols
- Maricela Ochoa, como Charlayne
- Peter Fontana, como el Sr. Pasquale, conductor del bus escolar del niño Simon
- Kirk B.R. Woller, como el teniente
- Betsy Brantley, como la segunda maestra especial
- Ashley Knutson, como Samantha
- Tiffany Fraser, como la enfermera nocturna
- Matt Levert, como Tommy Jordan Jr.
- Lisa Summerour, como Dana Jordan
- Barbara Alexander, como la bibliotecaria
- Gwen McGee, como la mujer de seguridad
- Ned Schmidtke, como el senador
- Kristina Eliot Johnsen, como la primera maestra especial
- James Krag, como el agente novato Roger
- Wadell Brown, como el guardia de seguridad del banco
- Tim Grimm, como Ted, el guardia de seguridad
- John T. Scanlon, como el piloto de helicóptero en Dakota del Sur
- Annabel Armour, como Ruth
- Brent Freeman, como el guardia marino
- Gary Hand, como el asistente de Kudrow
- Michael Chieffo, como rehén del robo del banco en Dakota del Sur
- Steve Key, como policía en la casa de los Lynch
- Darryl Alan Reed, como chofer de la ambulancia
- Steve Rankin, como piloto de helicóptero WGEX
- Maureen Gallagher, como vendedora en el mercado de pulgas
- Mark Collins, como conductor del tren
- Denise Woods, como enfermera en el ascensor
- Kim Robillard, como conductor/chofer